# 40 Watt Sun
40 Watt Sun ist eine englische Doom-Metal-Band aus London, die 2009 gegründet wurde.

## Geschichte
Das Trio wurde 2009 von dem Gitarristen und Sänger Patrick Walker, der zuvor bei Blistering Anal Sun und Warning aktiv war, dem Schlagzeuger Christian Leitch, der zuvor bei The River als Gitarrist und bei Warning als Schlagzeuger tätig war, sowie dem Bassisten William Spong, der vorher eher als Produzent und Toningenieur in Erscheinung getreten war, gegründet. Ihren ersten Auftritt hielt die Band am 20. Dezember desselben Jahres im Londoner Scream Club zusammen mit Wake ab, die ebenfalls dieser Stadt entstammt. Im April 2010 nahm die Band am Doom Shall Rise teil. Gegen Ende des Jahres wurde innerhalb von drei Tagen das Debütalbum The Inside Room aufgenommen und 2011 über Cyclone Empire veröffentlicht. Die Aufnahmen hierzu hatten im Londoner The Library Studio stattgefunden, wobei die Band diese fünf Lieder produziert hatte und Spong das Aufnehmen und Abmischen übernommen hatte. 2012 sowie 2014 nahm die Gruppe am Roadburn Festival teil. Im Jahr 2015 spielte die Band auf dem Hammer of Doom. 2016 schloss sich das zweite Album Wider Than the Sky an, das innerhalb von fünf Tagen in Eigenregie in den englischen Giant Wafer Studios aufgenommen worden war.

## Stil
Thom Jurek von Allmusic ordnete die Band dem Doom Metal zu, wobei die Gruppe besonders auf tiefergestimmte und verzerrte E-Gitarren, satt klingende Tomtoms und große Trommeln, eine niedrige Geschwindigkeit sowie introspektive und poetische Texte setze, die mit einem natürlich und nachdenklich klingenden Gesang vorgetragen würden. Mandy Malon vom Rock Hard stellte fest, dass Wider Than the Sky „mindestens genau so verträumt und bittersüß wie sein Vorgänger, allerdings auch etwas rockiger, vielleicht sogar progressiver und weniger heavy“ sei. 40 Watt Sun unterscheide sich stark von Warning, da diese Band nun hoffnungsvoller klinge und vor allem auf dem zweiten Album verarbeite man leichte Ambient-Einflüsse. Eine Ausgabe zuvor hatte Boris Kaiser in seiner Wider-Than-the-Sky-Rezension angemerkt, dass es sich bei der Musik um keinen richtigen Doom Metal handelt, was noch mehr auffalle als bei dem Debütalbum, sondern vielmehr um eine Downtempo-Version von Singer-Songwriter-Musik. Die Gruppe vermeide es dabei in Independent- oder Folk-Bereiche abzurutschen. Insgesamt sei die Musik am ehesten mit frühe Sophia oder sanftere The God Machine zu vergleichen.

## Diskografie
- 2011: The Inside Room (Album, Cyclone Empire)
- 2016: Wider Than the Sky (Album, Radiance Records)
- 2022: A Perfect Light (Album, Svart Records)
- 2024: Little Weight (Album, Fisher's Folly)